# Колесниково (Кетовський район)
Коле́сниково (рос. Колесниково) — село у складі Кетовського району Курганської області, Росія. Адміністративний центр Колесниковської сільської ради.
Населення — 734 особи (2010, 690 у 2002).